# Kozice (Uskoplje, BiH)
Kozice  su naseljeno mjesto u općini Uskoplje, Federacija Bosne i Hercegovine, BiH.
Kozice su smještene u Privoru, na istoku općine. 

## Stanovništvo

### 1991.
Nacionalni sastav stanovništva 1991. godine, bio je sljedeći:
ukupno: 113
- Muslimani - 112
- ostali, neopredijeljeni i nepoznato - 1

### 2013.
Nacionalni sastav stanovništva 2013. godine, bio je sljedeći:
ukupno: 50
- Bošnjaci - 50